# Hippasa babai
Hippasa babai är en spindelart som beskrevs av Akio Tanikawa 2007. Hippasa babai ingår i släktet Hippasa och familjen vargspindlar. Inga underarter finns listade i Catalogue of Life.